# Callicista clarionica
Callicista clarionica är en fjärilsart som beskrevs av Vázquez 1958. Callicista clarionica ingår i släktet Callicista och familjen juvelvingar. Inga underarter finns listade i Catalogue of Life.